# Stanovojplateau
Het Stanovojplateau (Russisch: Становое нагорье; Stanovoje nagorje) is een gebergte in de Russische regio Transbaikal.
Het gebergte, dat tot de Zuid-Siberische gebergtes behoort, ligt direct ten noordoosten van het Baikalmeer, ten noorden van het Vitimplateau en ten zuiden van het Hoogland van Patom. Het ongeveer 700 kilometer lange gebergte loopt in oostnoordoostelijke richting van het Baikalmeer naar de rivier de Oljokma. Het plateau, waarin ook de Angara ontspringt, wordt door de Vitim doorsneden.
Tot het plateau behoren het Severo-Moejskigebergte, de Kodar (met de hoogste piek; de Pik BAM met 3072 meter), de Oedokan, het Kalargebergte en grote intermontane laagten met een hoogte van 500 tot 1000 meter; het Boven-Angarabekken, Moejsko-Koeandybekken en het Boven-Tsjarabekken.
Het plateau bestaat voornamelijk uit kristalien en metamorf gesteente algemeen voorkomen van permafrost. In het berggebied zijn goud, koper, vloeispaat en bitumen (steenkool) aangetroffen. De begroeiing bestaat voornamelijk uit lariks-taiga op de berghellingen, die boven de 1200 meter overgaat in schaarse begroeiing en bergtoendra. De bekkens bestaan op hun laagste punten vooral uit moerassige graslanden en hun hellingen zijn begroeid met pijnboombossen en bossen van pijnbomen gemengd met loofbomen.